# 高松町 (宮崎市)
高松町（たかまつちょう）とは、宮崎県宮崎市内の地名。小戸地域自治区に属している。郵便番号は880-0003。2023年現在住居表示実施地域である。

## 地理
宮崎市の中心部、小戸地域自治区に属する。丁目表記がなく、高松町の後に番地が来る。住宅街および歓楽街「ニシタチ」からなる中心市街地の一部となっている。
北を千草町、東を中央通、南を上野町 (宮崎市)、西を元宮町 (宮崎市)2丁目と接する。

## 地名の由来
旧高松通1-3丁目に由来する。高松通りは現在の高松橋から国道220号交点までの市道にあたる。（一部アーケード街『一番街』に重複。）

## 世帯数と人口
2023年（令和5年）7月1日現在の世帯数と人口は以下の通りである。
| 町丁   | 世帯数  | 人口  |
| ------ | ------- | ----- |
| 高松町 | 167世帯 | 224人 |

## 小・中学校の学区
市立小・中学校に通う場合、学区は以下の通りとなる。
| 町名   | 小学校             | 中学校               |
| ------ | ------------------ | -------------------- |
| 高松町 | 宮崎市立小戸小学校 | 宮崎市立宮崎西中学校 |

## 交通

### バス
宮交グループの運営するバスが営業している。